# 민나 합퀼래
민나 합퀼래(Minna Haapkylä, 1973년 6월 10일 ~ )는 핀란드의 배우이다. 2010 유시상 여우주연상, 2000 유시상 여우조연상 수상자이다.

## 출연 작품
- 디스트렉션 (2015)
- 아미 얼라이브! (2015)
- 설원의 누와르 (2014)
- 비욘드 (2010)
- 크리스마스 스토리 (2007)
- 샤를리에 따르면 (2006, Selon Charlie)
- 스네이크 (2006)
- 어른이 된다는 것 (2004)
- 우리 식구는 못말려 (2003)
- 러버스 앤 리버스 (2002)
- 키스 미 인 더 레인 (1999)